# Dabangg 2
 (décembre 2024).
Le contenu est difficilement compréhensible vu les erreurs de traduction, qui sont peut-être dues à l'utilisation d'un logiciel de traduction automatique.
Pour plus de détails, voir Fiche technique et Distribution.
Dabangg 2  est un film d'action dramatique indien en langue hindi de 2012 réalisé et produit par Arbaaz Khan sous Arbaaz Khan Productions. C'est une suite de Dabangg (2010) et le deuxième volet de la série Dabangg. Salman Khan, Sonakshi Sinha, Arbaaz Khan, Mahie Gill et Vinod Khanna reprennent leurs rôles, tandis que Prakash Raj, Nikitin Dheer, Pankaj Tripathi, Manoj Pahwa et Deepak Dobriyal apparaissent dans des rôles de soutien.

## Synopsis
Après les événements du film précédent, l'inspecteur Chulbul Pandey prend en charge un poste de police local à Kanpur et y réside avec sa femme Rajjo, son demi-frère Makkhi et son beau-père Prajapati Pandey. À Kanpur, un assassin assassine un témoin qui est sur le point de témoigner contre un gangster et homme politique redouté nommé Thakur Bachcha Singh.
Chulbul traque l'assassin et le tue dans un café . Après plusieurs altercations publiques, le frère de Bachcha, Genda, le convainc de se débarrasser de Pandey, menaçant Prajapati Pandey de tuer toute sa famille si Chulbul continue d'interférer dans les activités illégales de Bachcha. Genda harcèle une fille à son mariage, où Chulbul arrive et demande à Genda de partir. Genda refuse et continue d'insulter Chulbul, qui lui brise le cou, entraînant sa mort.
Pendant ce temps, Rajjo tombe enceinte et tout le monde conseille à Chulbul de laisser Bachcha tranquille pour la sécurité de sa famille. Bachcha promet de venger la mort de son frère avant les élections, mais il fait face à la pression de son propre parti pour condamner les actions de Genda pour son image et celle de son parti. Il rencontre Rajjo et Makkhi alors qu'ils quittaient un temple. Makkhi est abattu par Bachcha et Rajjo est poussé hors des escaliers du temple. Rajjo et Makkhi survivent, mais Rajjo fait une fausse couche.
Enragé, Chulbul entre dans l'emplacement de Bachcha et tue tous ses hommes, y compris Bachcha. Plus tard, Chulbul et Rajjo donnent naissance à un petit garçon et le photographe de Chedi Singh demande une photo de famille. Ils rient tous et le photographe prend la photo.

## Fiche technique
- Titre original : Dabangg 2
- Langue : Hindi
- Réalisateur : Arbaaz Khan
- Pays de production :  Inde
- Durée : 123 minutes
- Dates de sortie : 
  - Inde : 21 décembre 2012
  - France : 22 décembre 2012

## Distribution
- Salman Khan : l'inspecteur Chulbul Pandey
- Sonakshi Sinha : Rajjo Pandey
- Arbaaz Khan : Makhanchand "Makkhi" Pandey
- Prakash Raj : Thakur Bachcha Lal Singh, un homme politique et le principal antagoniste (voix doublée par Chetan Shashital)
- Vinod Khanna : Prajapati Pandey
- Mahie Gill : Nirmala Pandey
- Nikitin Dheer : Chunni, l'antagoniste secondaire, le frère cadet de Bachcha
- Deepak Dobriyal : Genda Singh, le plus jeune frère de Bachcha
- Gireesh Sahedev : l'inspecteur Siddique
- Manoj Pahwa : surintendant Anand Mathur
- Flora Asha Saini dans un caméo en tant que journaliste[3]
- Madhumita Das : Raina Tripathi
- Sandeepa Dhar : Anjali Prasad[4],[5]
- Tinu Anand : maître dans une apparition spéciale
- Manoj Joshi : un commerçant dans une apparition spéciale
- Nitesh Pandey : un médecin dans une apparition spéciale
- Pankaj Tripathi : Khilawan
- Rashami Desai dans une apparition dans la chanson "Dagabaaz Re"
- Nandish Sandhu dans une apparition dans la chanson "Dagabaaz Re"
- Achyut Potdar dans le rôle de Beni Prasad, le grand-père d'Anjali
- Malaika Arora Khan : Munni, une danseuse de bar dans la chanson numéro d'article "Pandeyji Seeti"
- Kareena Kapoor Khan : danseuse de bar dans la chanson item number "Fevicol Se"